# Кухажевский, Ян
Ян Кухаже́вский (пол. Jan Kucharzewski; 27 мая 1876, Высоке-Мазовецке, Царство Польское, Российская Империя — 4 июля 1952, Нью-Йорк, Соединённые Штаты Америки) — польский государственный и политический деятель, историк, юрист, премьер-министр Королевства Польского в 1917—1918 годах.

## Биография
В студенческие годы Ян Кухажевский изучал право в Варшавском университете, выпустившись из него в 1898 году. С 1906 года имел адвокатскую практику. Будучи студентом, принимал участие в деятельности студенческой организации Zet, целью которой было сплочение талантливой польской молодой интеллигенции, проживавшей на территории Российской Империи, Австро-Венгрии и Германии, которая, по задумке организаторов, должна была в будущем обеспечить возрождение сильного независимого польского государства. Также Кухажевский был членом Братской помощи, или просто Братняка, похожего на Zet союз студентов, занимавшегося по большей части социальными вопросами, такими, как помощь неимущим студентом, повышение стипендии и пр.
Годы Первой мировой войны Кухажевский провёл в Швейцарии, где занимался публикацией статей, посвященных в основном вопросам обретения Польшей независимости. В июне 1917 года он вернулся в Варшаву. Тем временем на бывших территориях Царства Польского по инициативе властей Австро-Венгрии и Германии было образовано Королевство Польское, являвшееся их марионеткой-сателлитом, несмотря на принятую в 1917 году конституцию и наличие Регентского совета, который должен был управлять страной до избрания монарха, чему так и не суждено было случиться. Кухажевский был членом Регентского совета, а в ноябре 1917 занял вновь учреждённый пост премьер-министра. Будучи главой правительства в течение 93 дней, он, однако, не имел реального политического веса, как и всё правительство. В феврале 1918 года его сменил Антоний Пониковский.
Следующие два десятилетия Кухажевский посвятил науке и публицистике. В 1940 году эмигрировал в США, где был президентом Польского научного института, офис которого располагался в Нью-Йорке. В послевоенные годы неоднократно публиковал статьи, критикующие Советский Союз и коммунизм.

## Публикации
- Socyalizm prawniczy (1906)
- Sprawa polska w parlamencie frankfurckim 1848 roku (1908)
- Réflexions sur le problème Polonais, Lausanne 1916, ss. 91 (1916)
- Maurycy Mochnacki (1910)
- Epoka Paskiewiczowska. Losy oświaty (1914)
- Od białego caratu do czerwonego (tom 1-7, Warszawa 1923—1935, Wyd. Kasy im Mianowskiego), Wyd. I powojenne pod red. nauk. Andrzeja Szwarca i Pawła Wieczorkiewicza. Warszawa 1998—2000 PWN
  - От белого до красного царизма / Пер., послесл. и коммент. Ю. А. Борисёнка.
    - Т. 1. Николаевская эпоха. — М.: Фонд «Российско-польский центр диалога и согласия», 2015. — 400 с.
    - Т. 2. Максимализм. Два мира. — М.: Человек, 2016. — 456 с.
    - Т. 3. Годы перелома. Романов, Пугачев или Пестель : Ч. 1. Александр II — М.: Человек, 2017. — 408 с.
    - Т. 3. Годы перелома. Романов, Пугачев или Пестель : Ч. 2. «Третье отделение». — М.: Издатель Степаненко, 2018. — 408 с.
    - Т. 4. Освобождение народов. — М.: Издатель Степаненко, 2019. — 476 с.
    - Т. 7. Триумф реакции. — М.: Издатель Степаненко, 2022. — 412 с.
- The Origin of Modern Russia (1948), wyd. polskie: Od białego do czerwonego caratu z przedmową Oskara Haleckiego, London 1986, Veritas Foundation Publication Centre